# Portret

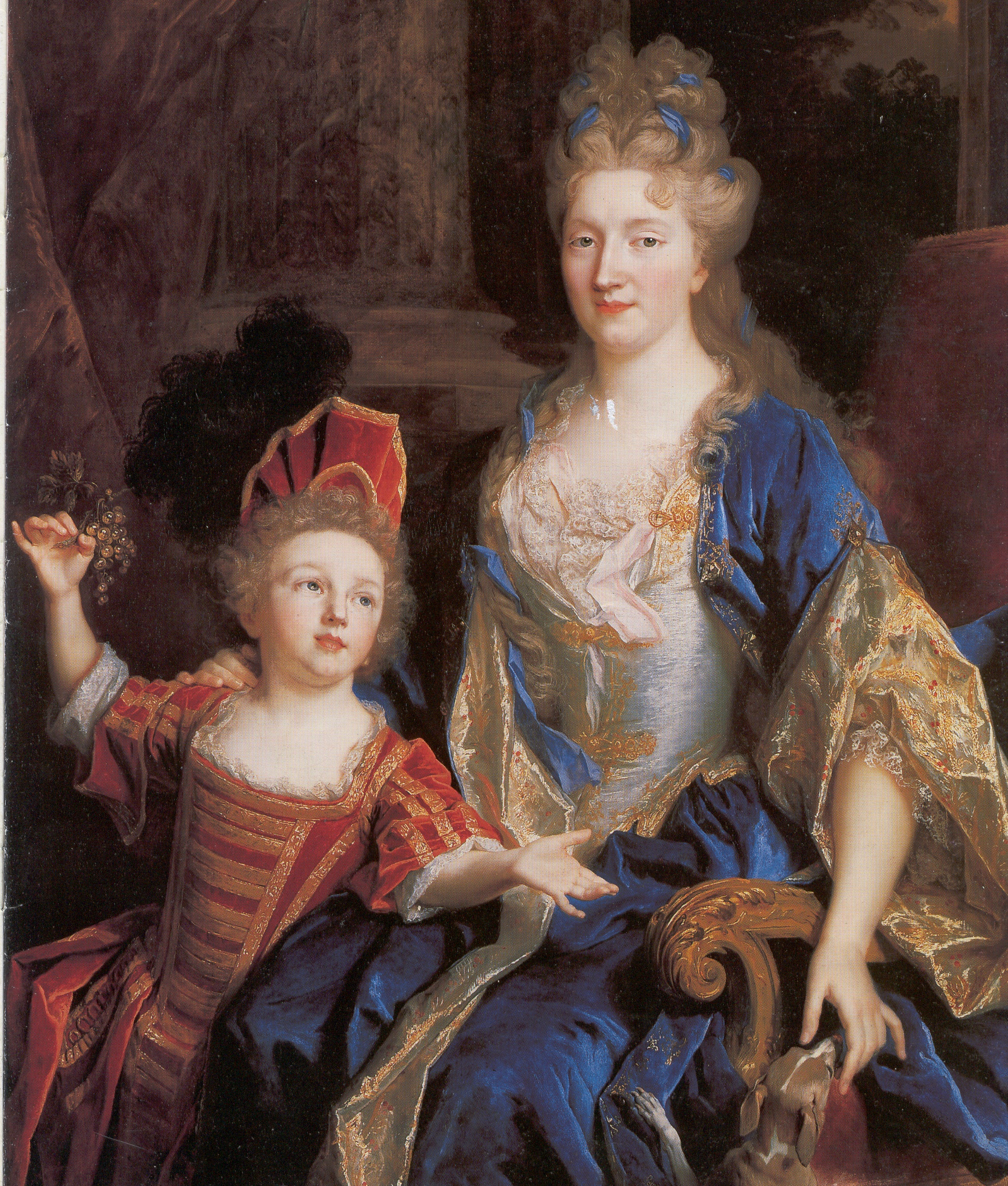
Dubbelportret, 18e-eeuws door Nicolas de Largillière

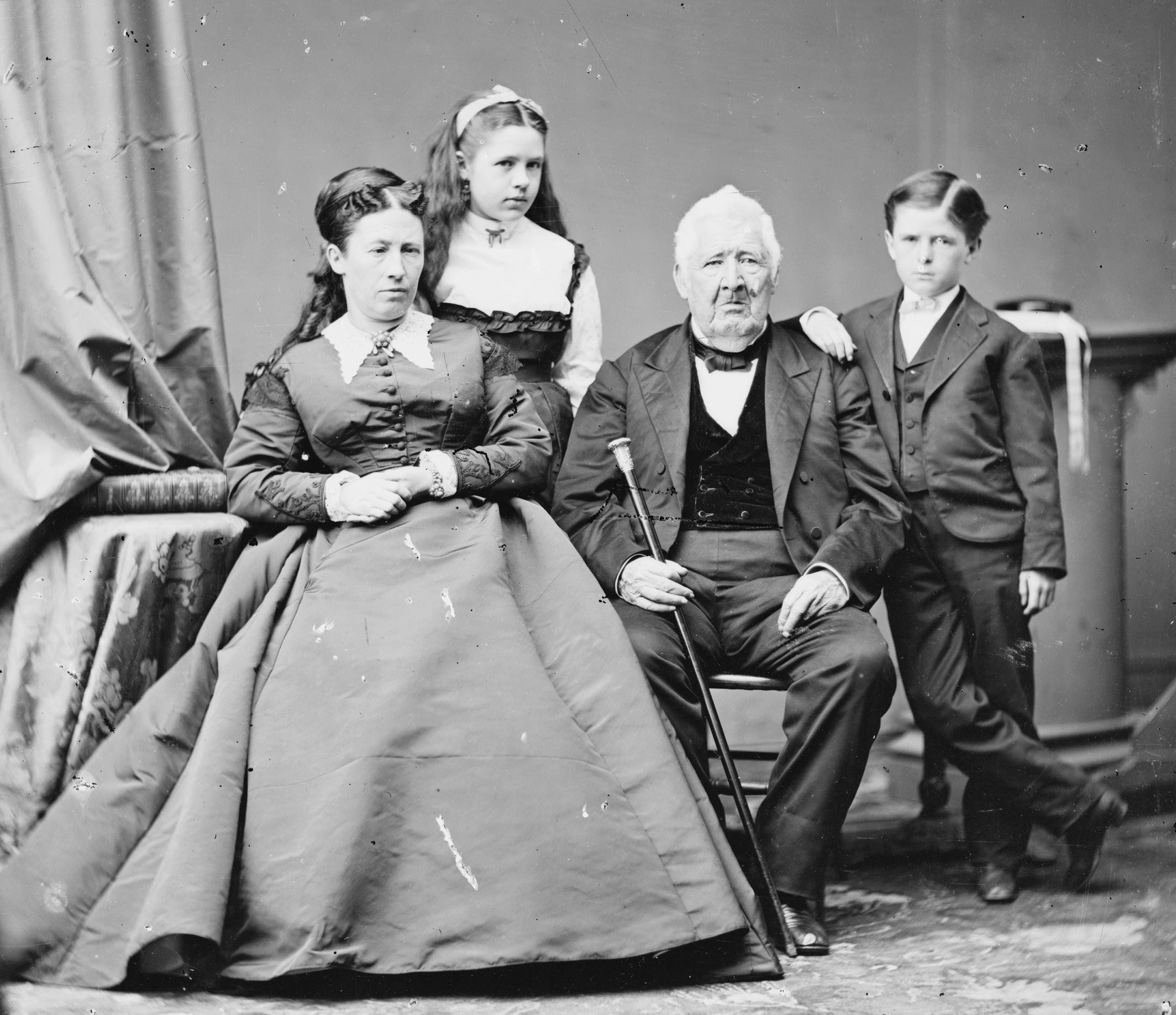
Familieportret

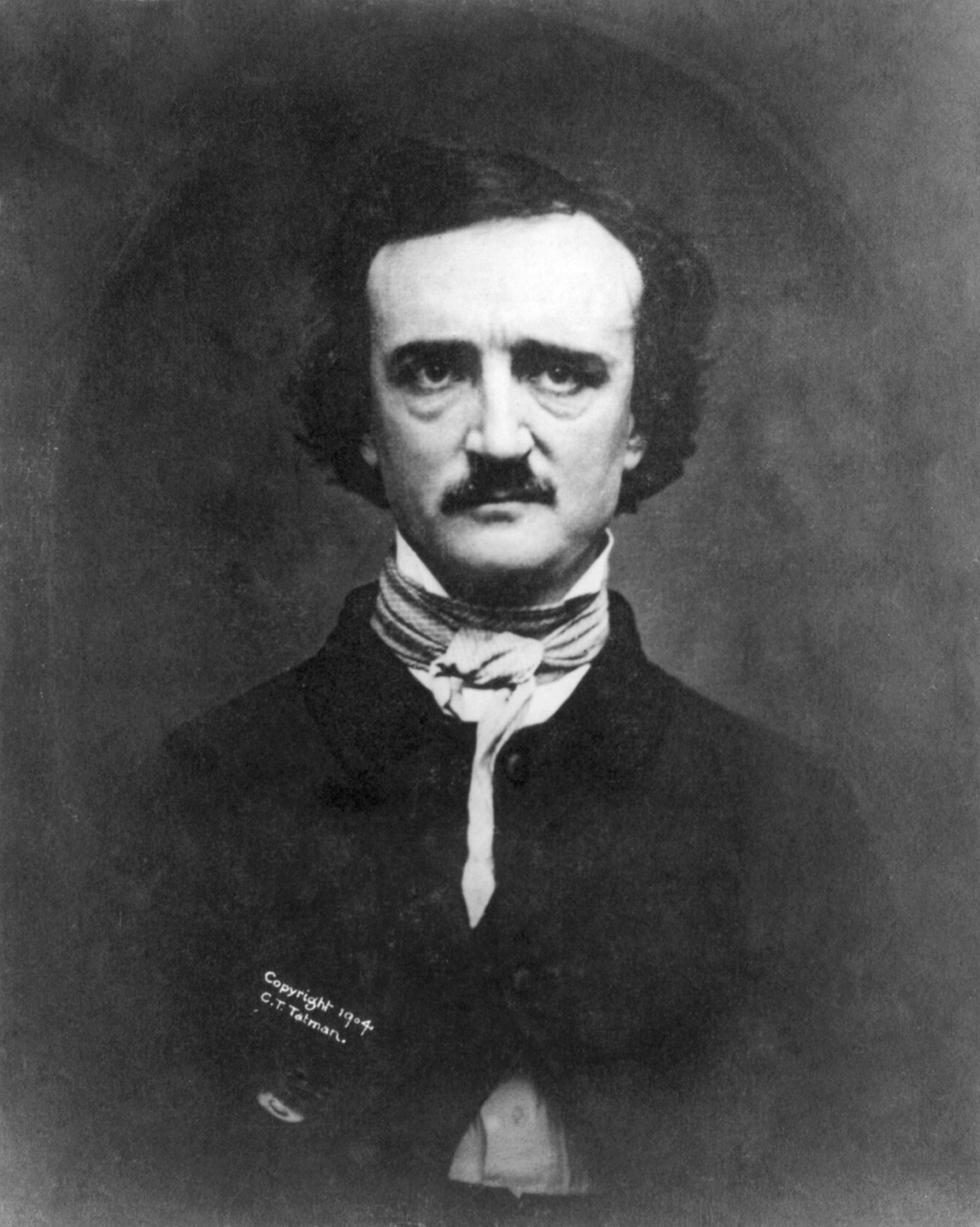
Een daguerreotypie van de Amerikaanse dichter Edgar Allan Poe, rond 1848

Een portret is een al dan niet artistieke voorstelling van een persoon of een groep. Dit kan bijvoorbeeld een schilderij, een foto of een gebeeldhouwde weergave van iemands hoofd of buste zijn. In sommige gevallen wordt een herkenbaar object of vorm dat herleidt naar een persoon of groep ook gezien als portret.

## Soorten portretten
Portretten zijn vaak eenvoudige afbeeldingen van het gezicht zonder veel creativiteit (zoals pasfoto's). De opzet is te tonen hoe de persoon eruitziet, met soms wat artistiek inzicht in zijn of haar persoonlijkheid. Meestal is herkenbaarheid van het gezicht het belangrijkst.
Een portret waar twee personen op zijn afgebeeld wordt een dubbelportret genoemd, een met meer dan twee personen een groepsportret. Als een kunstenaar een portret van zichzelf maakt, wordt het een zelfportret genoemd.
Portretten worden vaak gemaakt naar aanleiding van een gebeurtenis (de klassenfoto, een familieportret bij een jubileum) of ter herinnering (burgemeestersportret). Portretfotografie is een commerciële industrie in de hele wereld. Een kunstschilder die gespecialiseerd is in portretten wordt een portretschilder genoemd.
Portretten van leiders en staatshoofden (staatsieportretten) zijn vaak symbolen voor een staat. In de meeste landen is het gebruikelijk een portret van het staatshoofd op te hangen in belangrijke overheidsgebouwen. Overmatig gebruik van het portret van een leider kan een teken zijn van persoonsverheerlijking. Voorbeelden hiervan zijn de portretten van Adolf Hitler en Saddam Hoessein tijdens hun bewind.
In de literatuur en de media wordt met de term 'portret' een geschreven dan wel audiovisueel vormgegeven beschrijving of analyse van een persoon of onderwerp bedoeld. Een dergelijk portret kan een diep inzicht opleveren.
Een bijzondere vorm van een portret is het portrait historié. De geportretteerden worden dan uitgebeeld als mythologische, Bijbelse, legendarische of literaire figuren.
Een portretfoto voor een politiedossier wordt een mugshot genoemd.

## Geschiedenis
Enkele van de vroegste portretten van mensen die geen koningen of keizers waren, zijn de Fajoemportretten (mummieportretten) die bewaard zijn gebleven in het droge klimaat van de regio Fajoem in Egypte. Dit zijn de enige schilderijen uit de Romeinse periode die bewaard zijn gebleven, afgezien van fresco's, zoals die in Pompeï.
Portretkunst bloeide in Romeinse beeldhouwwerken, waarvan de geportretteerden eisten dat ze realistisch waren, zelfs de minder knappe. Tijdens de 4e eeuw verloor het portret terrein aan een verheerlijkt symbool van hoe de persoon eruitzag. Echte portretten van het werkelijke uiterlijk van individuen verschenen opnieuw in Europa in de late middeleeuwen, in Bourgondië en Frankrijk.
Het vroegst bekende geschilderde zelfportret was dat van de Franse kunstenaar Jean Fouquet rond 1450, maar als de definitie wordt uitgebreid, is het eerste zelfportret dat van een Egyptenaar, farao Akhnaton's beeldhouwer Bak, die een voorstelling van zichzelf en zijn vrouw Taheri hakte rond 1365 v.Chr. Toch lijkt het aannemelijk dat zelfportretten teruggaan tot de rotstekeningen.
In de middeleeuwen verschenen op religieuze schilderijen donorportretten, portretten van de personen die het schilderij aan de kerk hadden geschonken.
Sinds het begin van de fotografie hebben mensen fotoportretten laten maken. Rond 1839 werden de eerste portretfoto's gemaakt. De populariteit van het daguerreotypie in het midden van de 19e eeuw werd voornamelijk veroorzaakt door de vraag naar goedkope portretten. In steden overal ter wereld verschenen fotostudio's, waar soms meer dan 500 platen per dag werden geschoten. De stijl van deze vroege werken hangt samen met de technische uitdagingen van deze vroege fotografie. Zo waren de platen weinig gevoelig, zodat de belichtingstijd tot wel 30 seconden bedroeg. De geportretteerde moest al die tijd stilzitten. Ook speelde de esthetiek van die tijd een rol. Geportretteerden werden over het algemeen neergezet gezeten tegen een effen achtergrond en belicht met het zachte licht van een hoog raam en alles wat met spiegels gereflecteerd kon worden. Met de zich ontwikkelende fotografische technieken namen enkele fotografen hun talenten mee naar buiten de fotostudio: naar slagvelden, overzee, en naar de wildernis. Ook daar werden voortaan portretfoto's genomen.

## Wetenswaardigheden
- Het portretrecht is het recht van ieder individu om wel of niet in te stemmen met publicatie van zijn of haar portret.
- Een van de bekendste portretten in de westerse wereld is Leonardo da Vinci's schilderij Mona Lisa.